# Henri Bergson
Henri-Louis Bergson (franska: [bɛʁksɔn]), född 18 oktober 1859 i Paris, död 4 januari 1941 i Paris, var en fransk filosof. Han tilldelades Nobelpriset i litteratur 1927.
Bergson såg sig själv, och uppfattades också, som en kritiker av den filosofiska traditionen och dess största problem som han såg det: dess omvandling av kvalitativa skillnader till blott kvantitativa genom en felförståelse av rum och tid. Går jag en bestämd väg varje dag är det likväl inte samma sträcka som tillryggaläggs till följd av att en tid har förflutit sedan förra gången jag gick sträckan. Tiden är en enhet (enhetlig); tiden har varaktighet (durée); vi är en förtätning av den historia vi har levt.
På 1910-talet gjorde Algot Ruhe Bergson känd i Sverige genom översättningar, föredrag och essäer. Bland svenskar som inspirerats av Bergson finns Emilia Fogelklou, John Landquist och Hans Larsson. I Finland inspirerade Bergson bland annat filosoferna Eino Kaila och Erik Ahlman.

## Biografi
Henri Bergson föddes 1859 i Paris som andra barnet av sju till en polsk far och en engelsk mor, båda judar. Tidigt utmärkte sig Bergson för intellektuell förmåga, i synnerhet i matematik. Trots dessa anlag valde han humaniora och studerade vid École normale supérieure (ENS) med bland andra Jean Jaurès och Émile Durkheim som kurskamrater och Félix Ravaisson-Mollien och Jules Lachelier som lärare. Under denna tid innefattades psykologin i filosofiämnet och detta var den inriktning som Bergson intresserade sig för mest.
Bergson verkade 1881–1883 som lärare i filosofi vid läroverket i Angers, och 1884–1888 i vid läroverket i Clermont. I sin agrégation de philosophie 1881 diskuterade han värdet av samtidens psykologi. Det första vetenskapliga verket han fick publicerat handlade om hypnos och omedveten simulering, ett verk som föregrep Sigmund Freuds verk om hysteri. Han doktorerade 1888 enligt fransk tradition med två avhandlingar: Essai sur les données immédiates de la conscience (utgiven 1889) och den latinska Quid Aristoteles de loco senserit. Under tiden 1889–1900 verkade han som lärare vid olika läroverk i Paris. För sin andra bok, som kom ut 1896, invaldes han i Collège de France, men undervisade även vid École normale supérieure. Efter en avhandling om komik och skrattets roll 1900 blev han professor i antikens filosofi vid Collège de France.
Sin verkliga berömmelse fick Bergson för alster han skrev därefter, i synnerhet om metafysik, personlighet, vitalism och kreativitet. Han fick flera betydelsefulla anhängare bland filosofer, författare och konstnärer. Han hade under 1910-talet gästprofessurer i USA, där han likaledes fick stort genomslag.
Bergson invaldes 1914 som förste juden i Franska Akademien. Eftersom han var influerad av Herbert Spencer fördömdes hans filosofi dock av Katolska kyrkan. Hans böcker förbjöds av Vatikanen.  När första världskriget bröt ut började han engagera sig politiskt och var involverad i bildandet av Nationernas förbund. Han blev emeritus 1919, men fortsatte sitt politiska värv och utsågs 1922 till ordförande för Unescos föregångare, ICIC. Han invaldes 1931 som utländsk ledamot av Kungliga Vetenskapsakademien.
När Bergson 1932 kom ut med sitt sista större alster förvånade han genom att behandla moralen och religionen på ett sätt som fick hans anhängare att börja se honom som dragen åt religiositet. Det påstås att han under sina sista år konverterade till katolicismen, men detta har varken avfärdats eller kunnat riktigt styrkas. Han avled 1941, mitt under andra världskriget och Nazitysklands ockupation av Frankrike. Bergson ska ha avböjt ett erbjudande av Vichyregimen om att undantas från de antisemitiska lagarna och enligt rykten avled han till följd av en förkylning han ska ha ådragit sig medan han köade för att bli registrerad som jude.